# Vârșeț
Vârșeț  (în sârbă Vršac, cu alfabetul chirilic: Вршац, în maghiară Versec, în germană Hennemannstadt sau Werschetz) este al doilea cel mai mare oraș din districtul Banatul de Sud în Voivodina (Serbia). Dovezi arheologice din Vârșeț, Vatin, Mesic (Mesić) și Orašac atestă faptul că această zonă era locuită încă din neolitic.

## Geografie

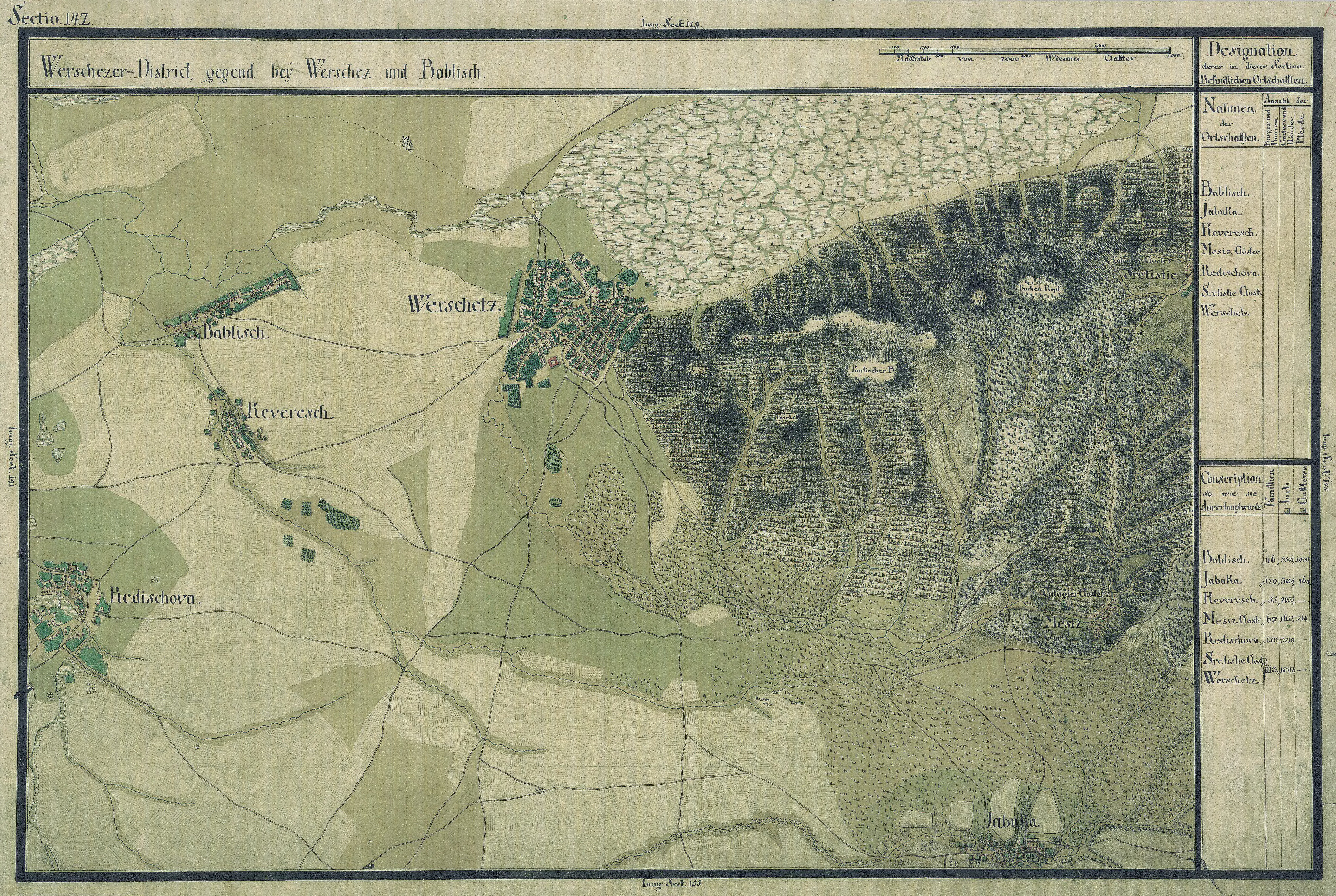
Vârşeţ în Harta Iosefină a Banatului, 1769-72

Comuna (municipalitatea) Vârșeț se întinde pe o suprafață de 800 km2 și are o populație de 54.369 locuitori (2002). Orașul de reședință avea 40.000 locuitori în anul 2002. Aici se află o importantă comunitate a românilor din Voivodina, care numără 5.913 locuitori și reprezintă 11 % din populație (a doua ca mărime după cea din Alibunar). În 2005 România a deschis un consulat general aici.
În 1881 la Vârșeț locuiau 33.477 de persoane, dintre care 17.676 români, 7.704 germani, 4.292 sârbi, 1.444 maghiari și 2.361 din alte etnii.
Principalele drumuri europene care fac legătura între Belgrad și Timișoara trec prin Vârșeț. Drumul E75 Vârșeț - Cuvin - Smederevo este de asemenea important. Există și un aeroport la școala de piloți de JAT. Datorită pantelor sale moderate și plăcute, Muntele Vârșeț, situat într-o câmpie monotonă, oferă condiții bune de recreație. Misa, partea sa superioară, situată în sudul masivului, este cel mai faimos loc pentru picnic a comunității din Vârșeț.

## Arhitectură
Municipalitatea este bogată în monumente arhitectonice. Unul dintre acestea este Turnul Vârșețului din secolul al XVI-lea, care a fost distrus de mai multe ori, iar apoi reconstruit. Mănăstirea din satul Mesic, construită în secolul al XV-lea este centrul spiritualității sârbe din această parte a Banatului.
În orașul propriu-zis este de remarcat Primăria, formată din trei clădiri, din care două în stil clasicist, construită în 1757. 
Palatul episcopal din Vârșeț⁠(fr)[traduceți], reședința episcopilor Banatului, este un monument istoric și de arhitectură din secolul al XVIII-lea. Acesta adăpostește o capelă cu iconostas, o librărie și o galerie de portrete a episcopilor de Vârșeț. Konkordija este o clădire stil clasicist construită în 1847 și cumpărată în 1852 din nevoia de spațiu a capelei Sf. Roka.
Alte monumente din oraș sunt Catedrala Ortodoxă Sârbă și Catedrala Ortodoxă Română.

## Catedrala Ortodoxă Română
În oraș există un lăcaș de cult român ortodox. Biserica Ortodoxă Română a ridicat această biserică la rang de catedrală a Episcopiei Daciei Felix.

## Personalități
- Jovan Sterija Popović (1806 - 1856), scriitor sârb;
- Jaša Tomić (1856 - 1922), jurnalist, politician sârb;
- Paja Jovanović (1859 - 1957), pictor sârb;
- Ferenc Herczeg (1863 - 1954), scriitor maghiar;
- Avram Imbroane (1880 - 1938), preot, om de afaceri, om politic;
- Döme Sztójay (1883 - 1946), om de stat maghiar;
- Ion Jiga (1916 - 1991), sculptor român;
- Xenia Avramescu-Buțu (1926 - 1991), profesoară, jurnalistă la mai multe reviste în română din Voivodina.[4]
- Slavomir Popovici (1930 - 1983), regizor român;
- Ileana Dorina Bulic (n. 1942), filoloagă, traducătoare;
- Milan Uzelac (n. 1950), scriitor, profesor universitar sârb;
- Aurora Rotariu Planjanin (n. 1952), poetă română;
- Stevica Ristić (n. 1982), fotbalist macedonean;
- Dragan Mrđa (n. 1984), fotbalist sârb.

## Galerie de imagini

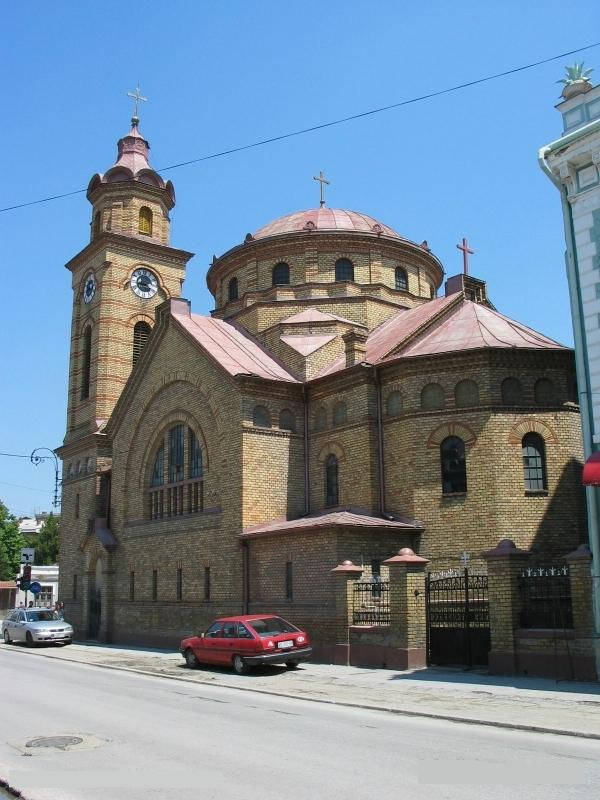
Catedrala ortodoxă română din Vârșeț
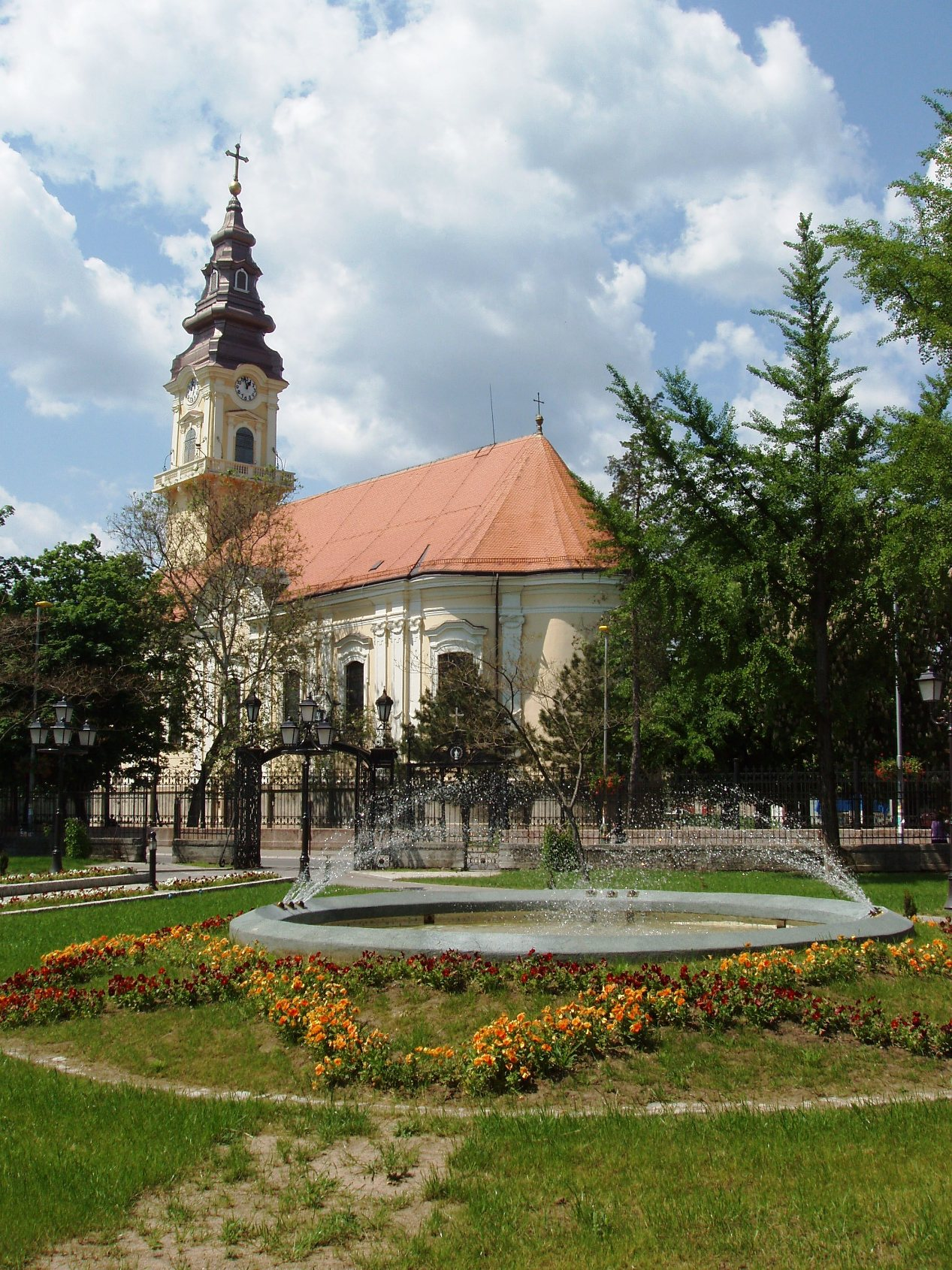
Catedrala ortodoxă sârbă din Vârșeț
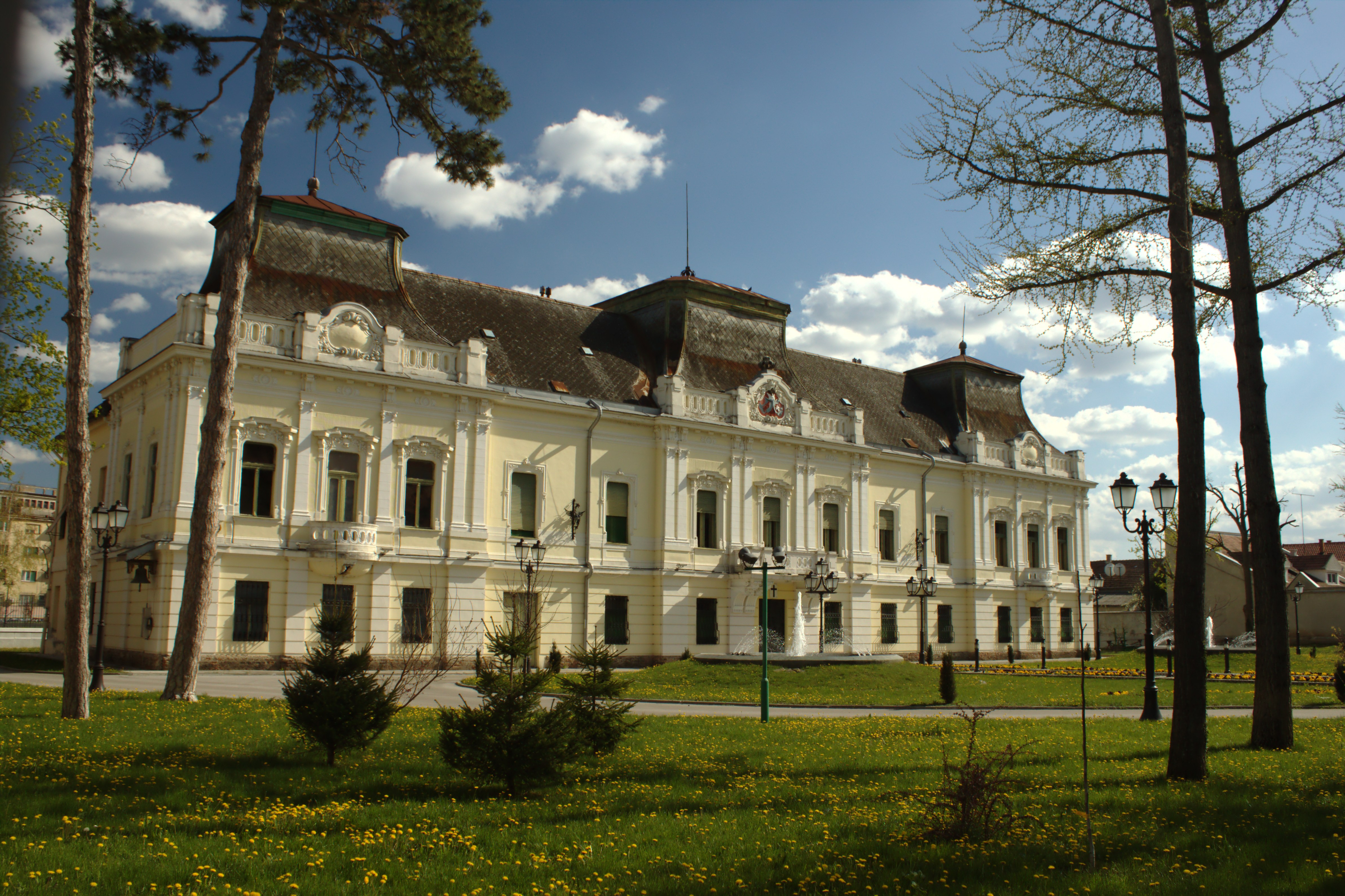
Palatul episcopal sârb
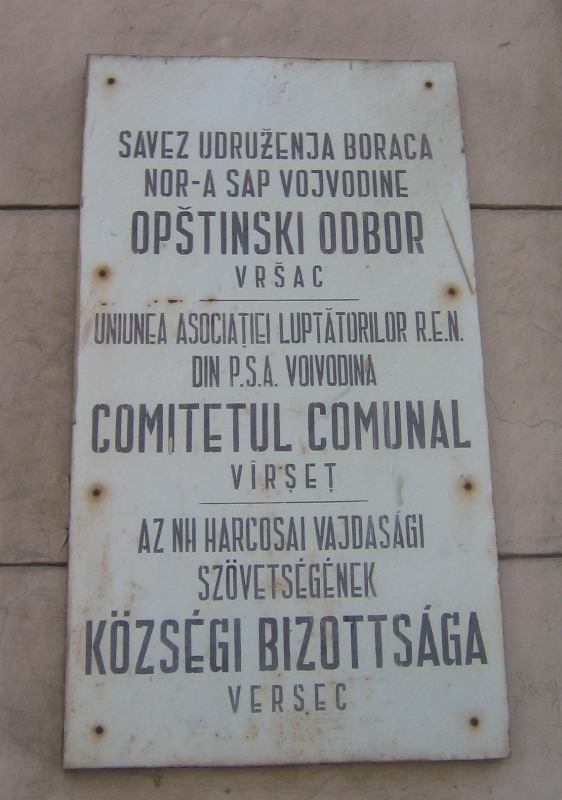
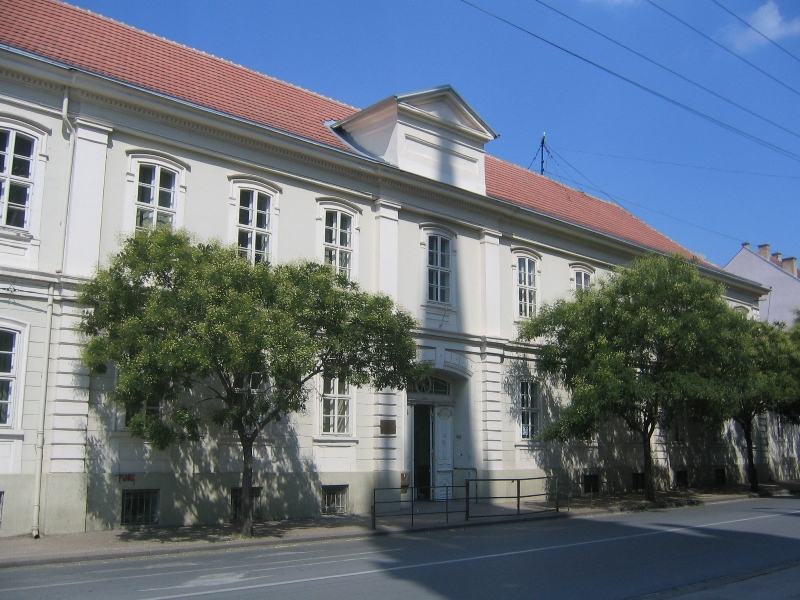
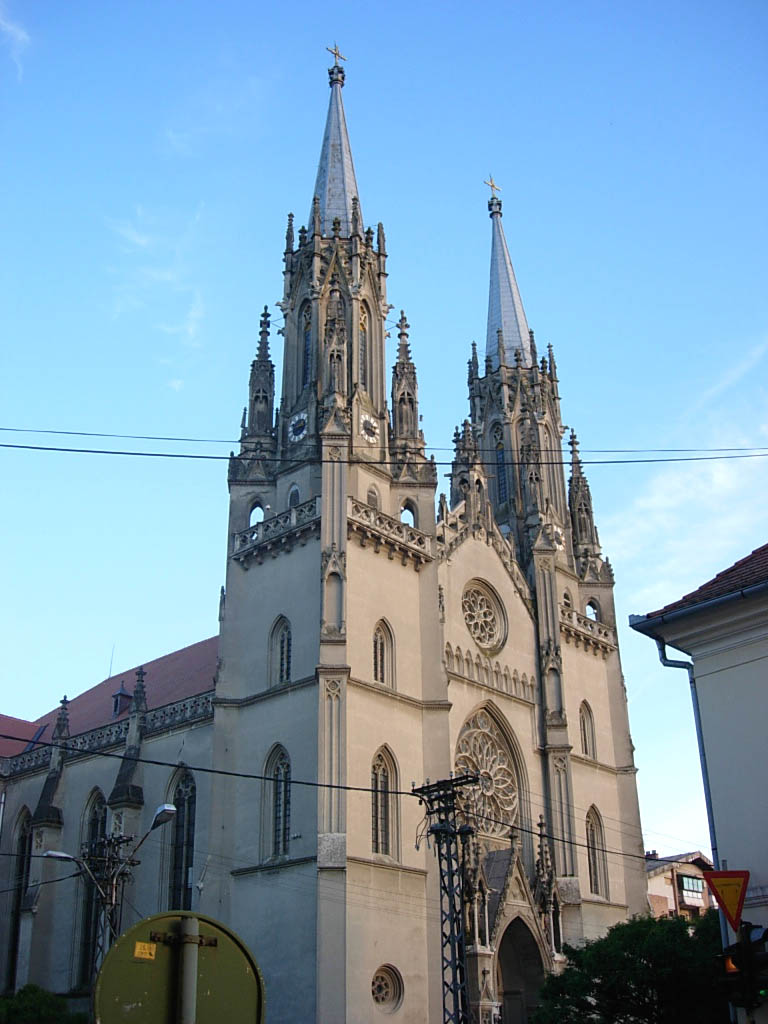
Biserica romano-catolică